# Sprinter/ARIA
『sprinter/ARIA』（スプリンター/アリア）は、2008年7月30日にSME Recordsから発売された、Kalafinaの2枚目のシングル。劇場版アニメ『空の境界』第四章と第五章のエンディングテーマを収録している。
テレビコマーシャルのナレーションは声優の高垣彩陽。

## 収録曲
1. sprinter（作詞・作曲・編曲：梶浦由記）
劇場版アニメ『空の境界 第五章 矛盾螺旋』エンディング主題歌。歌詞は同作品のキャラクター・臙条巴をイメージしている。曲調は劇場版での位置づけを考慮してか、今までの調子と変わって爽快なものとなっている。
2. ARIA（作詞・作曲・編曲：梶浦由記）
劇場版アニメ『空の境界 第四章 伽藍の洞』エンディング主題歌。歌詞は同作品のキャラクター・両儀式をイメージしている。
3. oblivious -Instrumental-（作曲・編曲：梶浦由記）
劇場版アニメ『空の境界 第一章 俯瞰風景』エンディング主題歌。1stシングル『oblivious』のインストルメンタル。

## 初回生産限定盤
通常版と同時に初回生産限定盤（SECL-669～SECL-670）が発売された。
- 『sprinter』のビデオクリップと、『oblivious』のショートバージョンに劇場版『空の境界』の第一章から第三章の映像をアレンジした『oblivious ～ufotable EDIT～』を収録したDVD同梱
- 空の境界イラストワイドキャップステッカー、劇場版ポスター絵柄ポストカード封入